# Allamanda doniana
Allamanda doniana é uma espécie de plantas com flores. Foi descrita pela primeira vez por Johannes Müller Argoviensis. Allamanda doniana pertence ao gênero Allamanda, e família Apocynaceae.
Este tipo de planta pode ser encontrado em:
- Venezuela
  - Amazonas
  - Estado de Bolívar
  - Delta Amacuro
- norte e nordeste do Brasil
  - Maranhão (estado)

Não há tipos listados como este.